# الأعور الشني
بشر بن منقذ العبدي يعرف عمومًا لبيت من شعره بـالأعور الشِّنّي العبدي (؟ - 670 م/ 50 هـ) شاعر عربي في عصر إسلامي من عبد القيس. كان شاعرًا مشهورًا يخشى هجاؤه، اشترك في وقعة الجمل في صف علي بن أبي طالب. وقيل أن ابنيه جهم وجهيم كانا شاعرين. جمع ديوانه ضياء الدين الحيدري ونشره في 1999.

## سيرته وشعره
هو أبو منقذ بشر بن منقذ أحمد بني شن بن أفصى بن عبد القيس بن أفصى بن دعمي بن جديلة بن أسد بن ربيعة بن نزار. وله ولدان شاعران هما جهم وجهيم وهناك ولد ثالث هو يزيد. 

قال عنه ابن قتيبة «كان شاعرًا محسنًا» وعند البكري في سمط اللآلي في شرح أمالي القالي هو «شاعر إسلامي مجيد» ويقرر علي بن أبي الفرج بن الحسن البصري بأنه أموي الشعر، ويصفه ابن حزم بأنه شاعرٌ فاق أهل زمانه، وفي رأي محمد سعيد المسلم أنه من فحول الشعراء الإسلاميين. قال عنه الآمدي في المؤتلف والمختلف «شاعر خبيث». سمي بالأعور الشني لبيت قاله من الشعر. وله شعر كثيرًا تفرق في المصادر ترجمته، وتعد قصيدته اللامية من عيون الشعر وكانت من مختارات ابن قتيبه، واستفاد منها كثيرٌ من الشعراء.
	
امتاز شعره بالحكم والقيم، والنصائح والحضارة العربية، والجوانب التاريخية، ورؤيه الواقع المعاش، وشارك في معارك النخيلة والجسر، والنهروان وكان مع علي بن أبي طالب في صفين، انضم بعد ذلك إلى صفوف الجيش المهلب بن أبي صفرة في حربه ضد الخوارج. 

عاش الشّني أيام خلافة علي بن أبي طالب منقطعًا إليه وقيل أن قتل كباقي شيعته من قبل والي معاوية على الكوفة زياد بن أبية في سنة 50 هـ. 

جمع ديوانه ضياء الدين الحيدري ونشره في 1999. ووصف شعره "متين العبارة، عميق المعني، صلب الألفاظ، ما زالت مميزات الشعر الجاهلي بادية عليه حتى وقع الشك في أبيات له أنها من معلقة زهير بن أبي سلمى: ألم تر مفتاح الفؤاد لسانه/ إذا هو أبدى ما يقول من الفم.
من شعره: